# Emiliano Testini
Emiliano Testini (Perugia, 9 gennaio 1977) è un dirigente sportivo, allenatore di calcio ed ex calciatore italiano, di ruolo centrocampista, tecnico in seconda della Lucchese.

## Caratteristiche tecniche

### Giocatore
Centrocampista di carattere e personalità, vantava una discreta tecnica eccellendo soprattutto nel dribbling e nel cross, e ben disimpegnandosi anche al tiro con cui trovava occasionalmente la rete. Per sua stessa ammissione non ha saputo sfruttare appieno il talento che gli veniva riconosciuto fin da ragazzo, circoscrivendo così la sua carriera alle serie minori.

## Carriera

### Giocatore
Dopo gli inizi nel Terontola, cresce nelle giovanili della squadra della sua città, il Perugia, con cui tra il 1996 e il 1997 vince due edizioni del Campionato Primavera, e nel frattempo esordisce in Serie A il 22 dicembre 1996, nella trasferta di Bologna terminata con il risultato di 0-0, in quella che rimane l'unica sua partita nella massima categoria italiana; con i grifoni ha poi modo di disputare nel 2000 anche una gara in campo europeo, nella Coppa Intertoto.
Nel frattempo, a cavallo degli anni 1990 e 2000 fa varie volte la spola tra gli umbri e diverse società delle serie minori, quali Fano, Foggia, Viterbese e Catania; trova una certa continuità di rendimento solo nel biennio trascorso a Viterbo, dove nel 1999 contribuisce alla vittoria del campionato di Serie C2.
Dal 2001 al 2004 veste la casacca dell'Arezzo, cui segue un altro triennio in cui difende i colori dell'AlbinoLeffe. Il successivo lustro lo passa invece tra le file della Triestina, in quella che lo stesso giocatore considera l'esperienza più importante della sua carriera agonistica, prima di un'ultima stagione allo Spezia dove, nel 2012, partecipa al piccolo treble composto da campionato, coppa e supercoppa di categoria prima di rimanere svincolato.

### Dopo il ritiro
Una volta appesi gli scarpini al chiodo, all'inizio del 2014 intraprende la carriera di allenatore divenendo il vice di Loris Beoni al Bastia, in Serie D. Nella stagione 2014-2015 è sulla panchina del Deruta, nel campionato umbro di Eccellenza.
Il 12 maggio 2018 passa dietro la scrivania, venendo nominato direttore tecnico dell'Arezzo. Tre anni dopo torna in panchina, passando ad allenare la squadra femminile dell'Arezzo: guida le aretine per il successivo biennio, vincendo da imbattuto il campionato di Serie C 2021-2022 e ottenendo poi la salvezza nella Serie B 2022-2023.
Nell'estate seguente entra nello staff tecnico della Lucchese come vice dell'allenatore Giorgio Gorgone.

## Statistiche

### Presenze e reti nei club
| Stagione           | Squadra            | Campionato         | Campionato | Campionato | Coppe nazionali | Coppe nazionali | Coppe nazionali | Coppe continentali | Coppe continentali | Coppe continentali | Altre coppe | Altre coppe | Altre coppe | Totale | Totale |
| Stagione           | Squadra            | Comp               | Pres       | Reti       | Comp            | Pres            | Reti            | Comp               | Pres               | Reti               | Comp        | Pres        | Reti        | Pres   | Reti   |
| ------------------ | ------------------ | ------------------ | ---------- | ---------- | --------------- | --------------- | --------------- | ------------------ | ------------------ | ------------------ | ----------- | ----------- | ----------- | ------ | ------ |
| 1996-1997          | Perugia            | A                  | 1          | 0          | CI              | ?               | ?               | -                  | -                  | -                  | -           | -           | -           | 1+     | 0+     |
| 1997-gen. 1998     | Fano               | C2                 | 15         | 0          | CI-C            | ?               | ?               | -                  | -                  | -                  | -           | -           | -           | 15+    | 0+     |
| gen.-giu. 1998     | Perugia            | B                  | ?          | ?          | CI              | ?               | ?               | -                  | -                  | -                  | -           | -           | -           | ?      | ?      |
| ago.-ott. 1998     | Foggia             | C1                 | 3          | 0          | CI+CI-C         | ?+?             | ?+?             | -                  | -                  | -                  | -           | -           | -           | 3+     | 0+     |
| ott. 1998-1999     | Viterbese          | C2                 | ?          | ?          | CI-C            | ?               | ?               | -                  | -                  | -                  | -           | -           | -           | ?      | ?      |
| 1999-2000          | Viterbese          | C1                 | ?          | ?          | CI+CI-C         | ?+?             | ?+?             | -                  | -                  | -                  | -           | -           | -           | ?      | ?      |
| Totale Viterbese   | Totale Viterbese   | Totale Viterbese   | 53         | 4          |                 | ?               | ?               |                    | -                  | -                  |             | -           | -           | 53+    | 4+     |
| ago.-nov. 2000     | Perugia            | A                  | ?          | ?          | CI              | ?               | ?               | Int                | 1                  | 0                  | -           | -           | -           | 1+     | 0+     |
| nov. 2000-2001     | Catania            | C1                 | 10         | 0          | CI-C            | ?               | ?               | -                  | -                  | -                  | -           | -           | -           | 10+    | 0+     |
| ago.-nov. 2001     | Perugia            | A                  | ?          | ?          | CI              | ?               | ?               | -                  | -                  | -                  | -           | -           | -           | 0+     | 0+     |
| Totale Perugia     | Totale Perugia     | Totale Perugia     | 1+         | ?          |                 | ?               | ?               |                    | 1                  | 0                  |             | -           | -           | 2+     | 0+     |
| nov. 2001-2002     | Arezzo             | C1                 | ?          | ?          | CI+CI-C         | ?+?             | ?+?             | -                  | -                  | -                  | -           | -           | -           | ?      | ?      |
| 2002-2003          | Arezzo             | C1                 | ?          | ?          | CI-C            | ?               | ?               | -                  | -                  | -                  | -           | -           | -           | ?      | ?      |
| 2003-gen. 2004     | Arezzo             | C1                 | ?          | ?          | CI-C            | ?               | ?               | -                  | -                  | -                  | -           | -           | -           | ?      | ?      |
| Totale Arezzo      | Totale Arezzo      | Totale Arezzo      | 62         | 17         |                 | ?               | ?               |                    | -                  | -                  |             | -           | -           | 62+    | 17+    |
| gen.-giu. 2004     | AlbinoLeffe        | B                  | 21         | 1          | CI              | -               | -               | -                  | -                  | -                  | -           | -           | -           | 21     | 1      |
| 2004-2005          | AlbinoLeffe        | B                  | 38         | 7          | CI              | 3               | 1               | -                  | -                  | -                  | -           | -           | -           | 41     | 8      |
| 2005-2006          | AlbinoLeffe        | B                  | 39+2       | 5          | CI              | 1               | 0               | -                  | -                  | -                  | -           | -           | -           | 42     | 5      |
| Totale AlbinoLeffe | Totale AlbinoLeffe | Totale AlbinoLeffe | 98+2       | 13         |                 | 4               | 1               |                    | -                  | -                  |             | -           | -           | 104    | 14     |
| 2006-2007          | Triestina          | B                  | 36         | 1          | CI              | 4               | 0               | -                  | -                  | -                  | -           | -           | -           | 40     | 1      |
| 2007-2008          | Triestina          | B                  | 28         | 2          | CI              | 3               | 0               | -                  | -                  | -                  | -           | -           | -           | 31     | 2      |
| 2008-2009          | Triestina          | B                  | 38         | 1          | CI              | 2               | 1               | -                  | -                  | -                  | -           | -           | -           | 40     | 2      |
| 2009-2010          | Triestina          | B                  | 36+2       | 10         | CI              | 3               | 0               | -                  | -                  | -                  | -           | -           | -           | 41     | 10     |
| 2010-2011          | Triestina          | B                  | 36         | 7          | CI              | 1               | 0               | -                  | -                  | -                  | -           | -           | -           | 37     | 7      |
| Totale Triestina   | Totale Triestina   | Totale Triestina   | 174+2      | 21         |                 | 13              | 1               |                    | -                  | -                  |             | -           | -           | 189    | 22     |
| 2011-2012          | Spezia             | 1D                 | 19         | 1          | CI+CI-LP        | 0+4             | 0               | -                  | -                  | -                  | SdL-1D      | 1           | 0           | 24     | 1      |
| Totale carriera    | Totale carriera    | Totale carriera    | 435+4+     | 56+        |                 | 21+             | 2+              |                    | 1                  | 0                  |             | 1           | 0           | 462+   | 58+    |

## Palmarès

### Giocatore

#### Competizioni giovanili
- Campionato Primavera: 2

Perugia: 1995-1996, 1996-1997

#### Competizioni nazionali
- Campionato italiano Serie C2: 1

Viterbese: 1998-1999 (girone B)
- Coppa Italia Lega Pro: 1

Spezia: 2011-2012
- Lega Pro Prima Divisione: 1

Spezia: 2011-2012 (girone B)
- Supercoppa di Lega di Prima Divisione: 1

Spezia: 2012

### Allenatore
- Campionato italiano di Serie C: 1

Arezzo: 2021-2022 (girone A)